# گادفری هانسفیلد

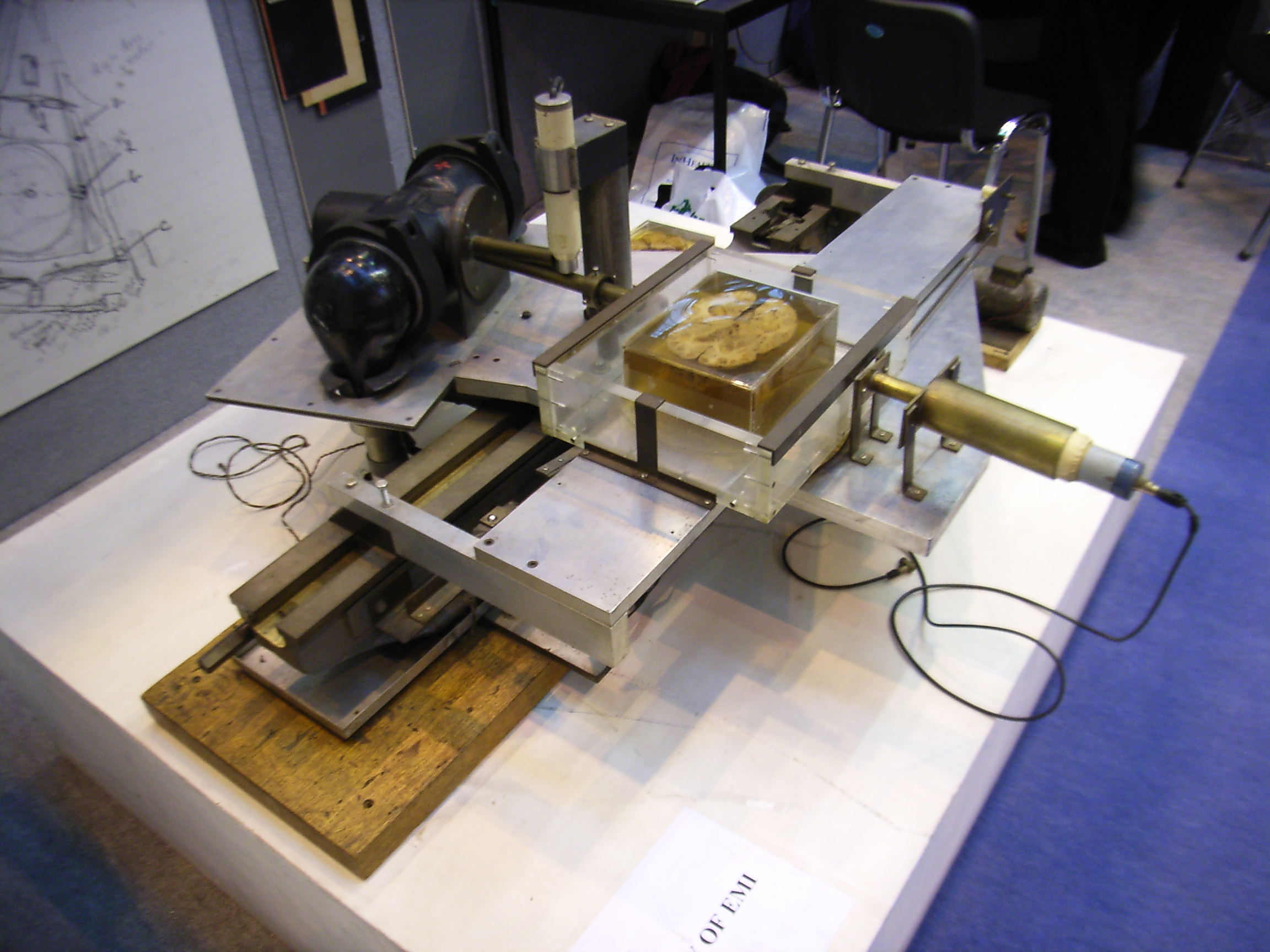
نخستین سیستم سی تی اسکن ابداعی هاونسفیلد

گادفری هانسفیلد (به انگلیسی: Sir Godfrey Hounsfield) ‏(۲۸ اوت ۱۹۱۹–۱۲ اوت ۲۰۰۴) دانشمند انگلیسی و یکی از مخترعان سیستم‌های نوین سی تی اسکن است.
وی از بنیان‌گذاران این نوع پویشگر در دههٔ ۷۰ میلادی بود، و به همین دلیل به همراه آلن کورماک آمریکایی برنده جایزه نوبل پزشکی سال ۱۹۷۹ می‌باشد. وی در سال ۲۰۰۴ درگذشت.
واحد هونسفیلد به افتخار او نام‌گذاری شده.